# Nagroda Brytyjskiej Akademii Filmowej dla najlepszej aktorki pierwszoplanowej
Nagroda BAFTA dla najlepszej aktorki pierwszoplanowej przyznawana jest od 1952 roku. W latach 1952–1967 przyznawana była osobno dla najlepszej aktorki brytyjskiej i zagranicznej.

## Laureaci i nominowani

### Lata 50.
- 1952
  - Najlepsza aktorka brytyjska: Vivien Leigh – Tramwaj zwany pożądaniem jako Blanche DuBois
    - Phyllis Calvert – Zagubione dzieciństwo jako Christine Garland
    - Celia Johnson – I Believe in You jako Matty Matheson
    - Ann Todd – Bariera dźwięku jako Susan Garthwaite

  - Najlepsza aktorka zagraniczna: Simone Signoret – Złoty kask jako Marie Złoty kask
    - Edwige Feuillère – Olivia jako Julie
    - Katharine Hepburn – Pat i Mike jako Patricia Pat Pemberton
    - Judy Holliday – The Marrying Kind jako Florrie Keefer
    - Nicole Stéphane – Straszne dzieci jako Elisabeth
- 1953
  - Najlepsza aktorka brytyjska: Audrey Hepburn – Rzymskie wakacje jako Księżniczka Ann
    - Celia Johnson – Raj kapitana jako Maud St. James

  - Najlepsza aktorka zagraniczna: Leslie Caron – Lili jako Lili Daurier
    - Shirley Booth – Wróć, mała Shebo jako Lola Delaney
    - Marie Powers – The Medium jako madame Flora
    - Maria Schell – The Heart of the Matter jako Helen Rolt
- 1954
  - Najlepsza aktorka brytyjska: Yvonne Mitchell – The Divided Heart jako Sonja Slavko
    - Shirley Booth – O pani Leslie jako Vivien Leslie
    - Judy Holliday – Phffft jako Nina Tracey nee Chapman
    - Grace Kelly – M jak morderstwo jako Margot Mary Wendice
    - Gina Lollobrigida – Chleb, miłość i fantazja jako Maria De Ritis

  - Najlepsza aktorka zagraniczna: Cornell Borchers – The Divided Heart jako Inga Hartl
    - Brenda De Banzie – Wybór Hobsona jako Maggie Hobson
    - Audrey Hepburn – Sabrina jako Sabrina Fairchild
    - Margaret Leighton – Carrington V.C. jako Valerie Carrington
    - Noele Middleton – Carrington V.C. jako kapitan Alison L. Graham
- 1955
  - Najlepsza aktorka brytyjska: Katie Johnson – Jak zabić starszą panią jako Starsza pani
    - Deborah Kerr – Koniec romansu jako Sarah Miles
    - Margaret Johnson – Touch And Go jako Helen Fletcher
    - Margaret Lockwood – Cast a Dark Shadow jako Freda Jeffries

  - Najlepsza aktorka zagraniczna: Betsy Blair – Marty jako Clara Snyder
    - Dorothy Dandridge – Czarna Carmen jako Carmen Jones
    - Judy Garland – Narodziny gwiazdy jako Vicki Lester/Esther Blodgett
    - Julie Harris – I Am a Camera jako Sally Bowles
    - Katharine Hepburn – Urlop w Wenecji jako Jane Hudson
    - Grace Kelly – Dziewczyna z prowincji jako Georgie Elgin
    - Giulietta Masina – La strada jako Gelsomina
    - Marilyn Monroe – Słomiany wdowiec jako dziewczyna
- 1956
  - Najlepsza aktorka brytyjska: Virginia McKenna – A Town Like Alice jako Jean Paget
    - Dorothy Alison – Dosięgnąć nieba jako Brace
    - Audrey Hepburn – Wojna i pokój jako Natasza Rostowa

  - Najlepsza aktorka zagraniczna: Anna Magnani – Tatuowana róża jako Serafina Delle Rose
    - Carroll Baker – Laleczka jako Baby Doll Meighan
    - Eva Dahlbeck – Uśmiech nocy jako Desiree Armfeldt
    - Ava Gardner – Ludzie mieszanej krwi jako Victoria Jones
    - Susan Hayward – Jutro będę płakać jako Lillian Roth
    - Shirley MacLaine – Kłopoty z Harrym jako Jennifer Rogers
    - Kim Novak – Piknik jako Marjorie Madge Owens
    - Marisa Pavan – Tatuowana róża jako Rosa Delle Rose
    - Maria Schell – Gervaise jako Gervaise Macquart
    - Jean Simmons – Faceci i laleczki jako sierżant Sarah Brown
- 1957
  - Najlepsza aktorka brytyjska: Heather Sears – The Story of Esther Costello jako Esther Costello
    - Deborah Kerr – Herbata i współczucie jako Laura Reynolds
    - Sylvia Syms – Kobieta w szlafroku jako Georgie Harlow

  - Najlepsza aktorka zagraniczna: Simone Signoret – Czarownice z Salem jako Elisabeth Proctor
    - Augusta Dabney – That Night! jako Maggie Bowden
    - Katharine Hepburn – Zaklinacz deszczu jako Lizzie Curry
    - Marilyn Monroe – Książę i aktoreczka jako Elsie Marina
    - Lilli Palmer – Anastasia - Die letzte Zarentochter jako Anna Anderson
    - Eva Marie Saint – Kapelusz pełen deszczu jako Celia Pope
    - Joanne Woodward – Trzy oblicza Ewy jako Eve White/Eve Black/Jane
- 1958
  - Najlepsza aktorka brytyjska: Irene Worth – Rozkaz: zabić jako Leonie
    - Hermione Baddeley – Miejsce na górze jako Elspeth
    - Virginia McKenna – Carve Her Name with Pride jako Violette Szabo

  - Najlepsza aktorka zagraniczna: Simone Signoret – Miejsce na górze jako Alice Aisgill
    - Karuna Bannerjee – Nieugięty jako Sarbojaya Ray
    - Ingrid Bergman – Gospoda Szóstego Dobrodziejstwa jako Gladys Aylward
    - Anna Magnani – Dziki jest wiatr jako Gioia
    - Giulietta Masina – Noce Cabirii jako Maria Cabiria Ceccarelli
    - Tatjana Samojłowa – Lecą żurawie jako Weronika
    - Elizabeth Taylor – Kotka na gorącym blaszanym dachu jako Margaret Pollitt
    - Joanne Woodward – Wszystko na kredyt jako Leola Boone
- 1959
  - Najlepsza aktorka brytyjska: Audrey Hepburn – Historia zakonnicy jako Siostra Luke
    - Peggy Ashcroft – Historia zakonnicy jako matka Mathilde
    - Yvonne Mitchell – Safira jako Mildred
    - Sylvia Syms – No Trees in the Street jako Hetty
    - Kay Walsh – Koński pysk jako Coker

  - Najlepsza aktorka zagraniczna: Shirley MacLaine – Jak zdobyć męża jako Meg Wheeler
    - Ava Gardner – Ostatni brzeg jako Moira Davidson
    - Susan Hayward – Chcę żyć! jako Barbara Graham
    - Elle Lamberti – Ostatnie kłamstwo jako Hloi Pella
    - Rosalind Russell – Ciotka Mame jako Mame Dennis

### Lata 60.
- 1960
  - Najlepsza aktorka brytyjska: Rachel Roberts – Z soboty na niedzielę jako Brenda
    - Wendy Hiller – Synowie i kochankowie jako Gertrude More
    - Hayley Mills – Pollyanna jako Pollyanna

  - Najlepsza aktorka zagraniczna: Shirley MacLaine – Garsoniera jako Fran Kubelik
    - Pier Angeli – Zmowa milczenia jako Anna Curtis
    - Melina Mercouri – Nigdy w niedzielę jako Ilya
    - Emmanuelle Riva – Hiroszima, moja miłość jako Elle
    - Jean Simmons – Elmer Gantry jako siostra Sharon Falconer
    - Monica Vitti – Przygoda jako Claudia
- 1961
  - Najlepsza aktorka brytyjska: Dora Bryan – Smak miodu jako Helen
    - Deborah Kerr – Przybysze o zmierzchu jako Ida Carmody
    - Hayley Mills – Złudne nadzieje jako Kathy Bostock

  - Najlepsza aktorka zagraniczna: Sophia Loren – Matka i córka jako Cesira
    - Annie Girardot – Rocco i jego bracia jako Nadia
    - Piper Laurie – Bilardzista jako Sarah Packard
    - Claudia McNeal – Rodzynek w słońcu jako Lena Younger
    - Jean Seberg – Do utraty tchu jako Patricia Franchini
- 1962
  - Najlepsza aktorka brytyjska: Leslie Caron – Pokój w kształcie L jako Jane Fosset
    - Virginia Maskell – The Wild and the Willing jako Virginia
    - Janet Munro – O życie dla Ruth jako Pat Harris

  - Najlepsza aktorka zagraniczna: Anne Bancroft – Cudotwórczyni jako Annie Sullivan
    - Anouk Aimée – Lola jako Lola (Cécile)
    - Harriet Andersson – Jak w zwierciadle jako Karin
    - Melina Mercouri – Fedra jako Fedra
    - Jeanne Moreau – Jules i Jim jako Catherine
    - Geraldine Page – Słodki ptak młodości jako Alexandra Del Lago
    - Natalie Wood – Wiosenna bujność traw jako Wilma Dean Deanie Loomis
- 1963
  - Najlepsza aktorka brytyjska: Rachel Roberts – Sportowe życie jako Margaret Hammond
    - Julie Christie – Billy kłamca jako Liz
    - Edith Evans – Przygody Toma Jonesa jako pani Western
    - Sarah Miles – Służący jako Vera
    - Barbara Windsor – Sparrows Can’t Sing jako Maggie Gooding

  - Najlepsza aktorka zagraniczna: Patricia Neal – Hud, syn farmera jako Alma Brown
    - Bette Davis – Co się zdarzyło Baby Jane? jako Baby Jane Hudson
    - Joan Crawford – Co się zdarzyło Baby Jane? jako Blanche Hudson
    - Daniela Rocca – Rozwód po włosku jako Rosalia Cefalù
    - Lee Remick – Dni wina i róż jako Kirsten Arnesen Clay
- 1964
  - Najlepsza aktorka brytyjska: Audrey Hepburn – Szarada jako Regina Lampert
    - Edith Evans – The Chalk Garden jako pani St. Maugham
    - Deborah Kerr – The Chalk Garden jako pani Madrigal
    - Rita Tushingham – Dziewczyna z zielonymi oczami jako Kate Brady

  - Najlepsza aktorka zagraniczna: Anne Bancroft – Zjadacz dyń jako Jo Armitage
    - Ava Gardner – Noc iguany jako Maxine Faulk
    - Shirley MacLaine – Słodka Irma jako Słodka Irma
    - Shirley MacLaine – Pięciu mężów pani Lizy jako Louisa May Foster
    - Kim Stanley – Seans w deszczowe popołudnie jako Myra Savage
- 1965
  - Najlepsza aktorka brytyjska: Julie Christie – Darling jako Diana Scott
    - Julie Andrews – Dźwięki muzyki jako Maria von Trapp
    - Julie Andrews – Amerykanizacja Emily jako Emily Barham
    - Maggie Smith – Młody Cassidy jako Nora
    - Rita Tushingham – Sposób na kobiety jako Nancy Jones

  - Najlepsza aktorka zagraniczna: Patricia Neal – Wojna o ocean jako Porucznik Maggie Haynes
    - Lila Kedrova – Grek Zorba jako madame Hortense
    - Simone Signoret – Statek szaleńców jako La Condesa
- 1966
  - Najlepsza aktorka brytyjska: Elizabeth Taylor – Kto się boi Virginii Woolf? jako Martha
    - Julie Christie – Doktor Żywago jako Lara Antipowa
    - Julie Christie – Fahrenheit 451 jako Clarisse/Linda Montag
    - Lynn Redgrave – Georgy Girl jako Georgy
    - Vanessa Redgrave – Morgan: przypadek do leczenia jako Leonie Delt

  - Najlepsza aktorka zagraniczna: Jeanne Moreau – Viva Maria! jako Maria II
    - Brigitte Bardot – Viva Maria! jako Maria I
    - Joan Hackett – Przyjaciółki jako Dottie
- 1967
  - Najlepsza aktorka brytyjska: Edith Evans – Szepczące ściany jako Maggie Ross
    - Barbara Jefford – Ulysses jako Molly Bloom
    - Elizabeth Taylor – Poskromienie złośnicy jako Katarzyna

  - Najlepsza aktorka zagraniczna: Anouk Aimée – Kobieta i mężczyzna jako Anne Gauthier
    - Bibi Andersson – Persona jako Alma
    - Bibi Andersson – Moja siostra, moja miłość jako Charlotte
    - Jane Fonda – Boso w parku jako Corie Bratter
    - Simone Signoret – Śmiertelna sprawa jako Elsa Fennan
- 1968: Katharine Hepburn – Zgadnij, kto przyjdzie na obiad jako Christina Drayton oraz Lew w zimie jako Eleonora Akwitańska
  - Anne Bancroft – Absolwent jako pani Robinson
  - Catherine Deneuve – Piękność dnia jako Séverine Serizy
  - Joanne Woodward – Rachelo, Rachelo jako Rachel Cameron
- 1969: Maggie Smith – Pełnia życia panny Brodie jako Jean Brodie
  - Mia Farrow – Dziecko Rosemary jako Rosemary Woodhouse
  - Mia Farrow – John i Mary jako Mary
  - Mia Farrow – Tajna ceremonia jako Cenci
  - Glenda Jackson – Zakochane kobiety jako Gudrun Brangwen
  - Barbra Streisand – Hello, Dolly! jako Dolly Levi
  - Barbra Streisand – Zabawna dziewczyna jako Fanny Brice

### Lata 70.
- 1970: Katharine Ross – Butch Cassidy i Sundance Kid jako Etta Place oraz Był tu Willie Boy jako Lola
  - Jane Fonda – Czyż nie dobija się koni? jako Gloria Beatty
  - Goldie Hawn – Kwiat kaktusa jako Toni Simmons
  - Goldie Hawn – Dziewczyna inna niż wszystkie jako Marion
  - Sarah Miles – Córka Ryana jako Rosy Ryan
- 1971: Glenda Jackson – Ta przeklęta niedziela jako Alex Greville
  - Lynn Carlin – Odlot jako Lynn Tyne
  - Julie Christie – Posłaniec jako Marian – Lady Trimingham
  - Jane Fonda – Klute jako Bree Daniels
  - Nanette Newman – Szalony księżyc jako Jill Matthews
- 1972: Liza Minnelli – Kabaret jako Sally Bowles
  - Stéphane Audran – Rzeźnik jako Helene
  - Anne Bancroft – Młody Winston jako lady Randolph Churchill
  - Dorothy Tutin – Krwawy Mesjasz jako Sophie Brzeska
- 1973: Stéphane Audran – Dyskretny urok burżuazji jako Alice Sénéchal oraz Tuż przed nocą jako Helene Masson
  - Julie Christie – Nie oglądaj się teraz jako Laura Baxter
  - Glenda Jackson – Miłość w godzinach nadliczbowych jako Vicki Allessio
  - Diana Ross – Lady śpiewa bluesa jako Billie Holiday
  - Ingrid Thulin – Szepty i krzyki jako Karin
- 1974: Joanne Woodward – Letnie życzenia, zimowe marzenia jako Rita Walden
  - Barbra Streisand – Tacy byliśmy jako Katie Morosky
  - Faye Dunaway – Chinatown jako Evelyn Mulwray
  - Cicely Tyson – Autobiografia panny Jane Pittman jako Jane Pittman
- 1975: Ellen Burstyn – Alicja już tu nie mieszka jako Alice Hyatt
  - Anne Bancroft – Więzień drugiej alei jako Edna Edison
  - Valerie Perrine – Lenny jako Honey Bruce
  - Liv Ullmann – Sceny z życia małżeńskiego jako Marianne
- 1976: Louise Fletcher – Lot nad kukułczym gniazdem jako Mildred Ratched
  - Lauren Bacall – Rewolwerowiec jako Bond Rogers
  - Rita Moreno – Elegant jako Googie Gomez
  - Liv Ullmann – Twarzą w twarz jako dr Jenny Isaksson
- 1977: Diane Keaton – Annie Hall jako Annie Hall
  - Faye Dunaway – Sieć jako Diana Christensen
  - Shelley Duvall – Trzy kobiety jako Mildred Lammoreaux
  - Lily Tomlin – Ostatni seans jako Margo Sperling
- 1978: Jane Fonda – Julia jako Lillian Hellman
  - Anne Bancroft – Punkt zwrotny jako Emma Jacklin
  - Jill Clayburgh – Niezamężna kobieta jako Erica
  - Marsha Mason – Dziewczyna na pożegnanie jako Paula McFadden
- 1979: Jane Fonda – Chiński syndrom jako Kimberly Wells
  - Diane Keaton – Manhattan jako Mary Wilkie
  - Maggie Smith – Suita kalifornijska jako Diane Barrie
  - Meryl Streep – Łowca jeleni jako Linda

### Lata 80.
- 1980: Judy Davis – Moja wspaniała kariera jako Sybylla Melvyn
  - Bette Midler – Róża jako Mary Rose Foster
  - Shirley MacLaine – Wystarczy być jako Eve Rand
  - Meryl Streep – Sprawa Kramerów jako Joanna Kramer
- 1981: Meryl Streep – Kochanica Francuza jako Sarah/Anna
  - Mary Tyler Moore – Zwyczajni ludzie jako Beth Jarrett
  - Maggie Smith – Kwartet jako Lois Heidler
  - Sissy Spacek – Córka górnika jako Loretta Lynn
- 1982: Katharine Hepburn – Nad złotym stawem jako Ethel Thayer
  - Diane Keaton – Czerwoni jako Louise Bryant
  - Jennifer Kendal – 36 Chowringhee Lane jako pani Violet Stoneham
  - Sissy Spacek – Zaginiony jako Beth Horman
- 1983: Julie Walters – Edukacja Rity jako Rita/Susan
  - Jessica Lange – Tootsie jako Julie Nichols
  - Phillys Logan – Another Time, Another Place jako Janie
  - Meryl Streep – Wybór Zofii jako Zofia Zawistowska
- 1984: Maggie Smith – Prywatne zajęcia jako Joyce Chilvers
  - Shirley MacLaine – Czułe słówka jako Aurora Greenway
  - Helen Mirren – Cal jako Marcella
  - Meryl Streep – Silkwood jako Karen Silkwood
- 1985: Peggy Ashcroft – Podróż do Indii jako pani Moore
  - Mia Farrow – Purpurowa róża z Kairu jako Cecilia
  - Kelly McGillis – Świadek jako Rachel Lapp
  - Alexandra Pigg – List do Breżniewa jako Elaine
- 1986: Maggie Smith – Pokój z widokiem jako Charlotte Bartlett
  - Mia Farrow – Hannah i jej siostry jako Hannah
  - Meryl Streep – Pożegnanie z Afryką jako Karen Blixen
  - Cathy Tyson – Mona Lisa jako Simone
- 1987: Anne Bancroft – Charing Cross 84 jako Helene Hanff
  - Emily Lloyd – Szkoda, że Cię nie ma jako Lynda Mansel
  - Sarah Miles – Nadzieja i chwała jako Grace
  - Julie Walters – Personal Services jako Christine Painter
- 1988: Maggie Smith – Samotna pasja Judith Hearne jako Judith Hearne
  - Stéphane Audran – Uczta Babette jako Babette Hersant
  - Cher – Wpływ księżyca jako Loretta Castorini
  - Jamie Lee Curtis – Rybka zwana Wandą jako Wanda Gershwitz
- 1989: Pauline Collins – Shirley Valentine jako Shirley Valentine
  - Glenn Close – Niebezpieczne związki jako markiza Isabelle de Merteuil
  - Jodie Foster – Oskarżeni jako Sarah Tobias
  - Melanie Griffith – Pracująca dziewczyna jako Tess McGill

### Lata 90.
- 1990: Jessica Tandy – Wożąc panią Daisy jako Daisy Werthan
  - Shirley MacLaine – Pocztówki znad krawędzi jako Doris Mann
  - Michelle Pfeiffer – Wspaniali bracia Baker jako Susie Diamond
  - Julia Roberts – Pretty Woman jako Vivian Ward
- 1991: Jodie Foster – Milczenie owiec jako Clarice Starling
  - Geena Davis – Thelma i Louise jako Louise
  - Susan Sarandon – Thelma i Louise jako Thelma
  - Juliet Stevenson – Głęboko, prawdziwie, do szaleństwa jako Nina
- 1992: Emma Thompson – Powrót do Howards End jako Margaret Schlegel
  - Judy Davis – Mężowie i żony jako Sally
  - Tara Morice – Roztańczony buntownik jako Fran
  - Jessica Tandy – Smażone zielone pomidory jako Ninny Threadgoode
- 1993: Holly Hunter – Fortepian jako Ada McGrath
  - Miranda Richardson – Tom i Viv jako Vivienne Haigh-Wood
  - Emma Thompson – Okruchy dnia jako pani Kenton
  - Debra Winger – Cienista dolina jako Joy Davidman Gresham
- 1994: Susan Sarandon – Klient jako Regina Love
  - Linda Fiorentino – Fatalny romans jako Bridget Gregory
  - Irène Jacob – Trzy kolory. Czerwony jako Valentine Dussaut
  - Uma Thurman – Pulp Fiction jako Mia Wallace
- 1995: Emma Thompson – Rozważna i romantyczna jako Elinor Dashwood
  - Nicole Kidman – Za wszelką cenę jako Suzanne Stone Maretto
  - Helen Mirren – Szaleństwo króla Jerzego jako królowa Charlotte
  - Elisabeth Shue – Zostawić Las Vegas jako Sera
- 1996: Brenda Blethyn – Sekrety i kłamstwa jako Cynthia Rose Purley
  - Frances McDormand – Fargo jako Marge Gunderson
  - Kristin Scott Thomas – Angielski pacjent jako Katharine Clifton
  - Emily Watson – Przełamując fale jako Bess McNeill
- 1997: Judi Dench – Jej wysokość pani Brown jako królowa Wiktoria
  - Kim Basinger – Tajemnice Los Angeles jako Lynn Bracken
  - Kathy Burke – Nic doustnie jako Valerie
  - Helena Bonham Carter – Miłość i śmierć w Wenecji jako Kate Croy
- 1998: Cate Blanchett – Elizabeth jako Elżbieta I Tudor
  - Jane Horrocks – O mały głos jako LV
  - Gwyneth Paltrow – Zakochany Szekspir jako Viola De Lesseps
  - Emily Watson – Hilary i Jackie jako Jacqueline du Pré
- 1999: Annette Bening – American Beauty jako Carolyn Burnham
  - Linda Bassett – Wojny domowe jako Ella Khan
  - Julianne Moore – Koniec romansu jako Sarah Miles
  - Emily Watson – Prochy Angeli jako Angela McCourt

### 2000–2009
- 2000: Julia Roberts – Erin Brockovich jako Erin Brockovich
  - Juliette Binoche – Czekolada jako Vianne Rocher
  - Kate Hudson – U progu sławy jako Penny Lane
  - Hilary Swank – Nie czas na łzy jako Brandon Teena
  - Michelle Yeoh – Przyczajony tygrys, ukryty smok jako Yu Shu Lien
- 2001: Judi Dench – Iris jako Iris Murdoch
  - Nicole Kidman – Inni jako Grace Stewart
  - Sissy Spacek – Za drzwiami sypialni jako Ruth Fowler
  - Audrey Tautou – Amelia jako Amelia Poulain
  - Renée Zellweger – Dziennik Bridget Jones jako Bridget Jones
- 2002: Nicole Kidman – Godziny jako Virginia Woolf
  - Halle Berry – Czekając na wyrok jako Leticia Musgrove
  - Salma Hayek – Frida jako Frida Kahlo
  - Meryl Streep – Godziny jako Clarissa Vaughan
  - Renée Zellweger – Chicago jako Roxie Hart
- 2003: Scarlett Johansson – Między słowami jako Charlotte
  - Scarlett Johansson – Dziewczyna z perłą jako Griet
  - Anne Reid – Matka jako May
  - Uma Thurman – Kill Bill Vol. 1 jako Beatrix Kiddo
  - Naomi Watts – 21 gramów jako Cristina Peck
- 2004: Imelda Staunton – Vera Drake jako Vera Drake
  - Charlize Theron – Monster jako Aileen Wuornos
  - Kate Winslet – Marzyciel jako Sylvia Llewelyn Davies
  - Kate Winslet – Zakochany bez pamięci jako Clementine Kruczynski
  - Zhang Ziyi – Dom latających sztyletów jako Xiao Mei
- 2005: Reese Witherspoon – Spacer po linie jako June Carter Cash
  - Judi Dench – Pani Henderson jako Laura Henderson
  - Charlize Theron – Daleka północ jako Josey Aimes
  - Rachel Weisz – Wierny ogrodnik jako Tessa Quayle
  - Zhang Ziyi – Wyznania gejszy jako Sayuri
- 2006: Helen Mirren – Królowa jako Elżbieta II Windsor
  - Penélope Cruz – Volver jako Raimunda
  - Judi Dench – Notatki o skandalu jako Barbara Covett
  - Meryl Streep – Diabeł ubiera się u Prady jako Miranda Priestly
  - Kate Winslet – Małe dzieci jako Sarah Pierce
- 2007: Marion Cotillard – Niczego nie żałuję – Edith Piaf jako Édith Piaf
  - Cate Blanchett – Elizabeth: Złoty wiek jako Elżbieta I Tudor
  - Julie Christie – Daleko od niej jako Fiona Anderson
  - Keira Knightley – Pokuta jako Cecilia Tallis
  - Ellen Page – Juno jako Juno MacGuff
- 2008: Kate Winslet – Lektor jako Hanna Schmitz
  - Angelina Jolie – Oszukana jako Christine Collins
  - Meryl Streep – Wątpliwość jako siostra Aloysius Beauvier
  - Kristin Scott Thomas – Kocham cię od tak dawna jako Juliette Fontaine
  - Kate Winslet – Droga do szczęścia jako April Wheeler
- 2009: Carey Mulligan – Była sobie dziewczyna jako Jenny Mellor
  - Saoirse Ronan – Nostalgia anioła jako Susie Salmon
  - Gabourey Sidibe – Hej, skarbie jako Claireece Precious Jones
  - Meryl Streep – Julie i Julia jako Julia Child
  - Audrey Tautou – Coco Chanel jako Coco Chanel

### 2010–2019
- 2010: Natalie Portman − Czarny łabędź jako  Nina Sayers
  - Annette Bening − Wszystko w porządku jako Nic
  - Julianne Moore − Wszystko w porządku jako Jules
  - Noomi Rapace − Millennium: Mężczyźni, którzy nienawidzą kobiet jako Lisbeth Salander
  - Hailee Steinfeld − Prawdziwe męstwo jako Mattie Ross
- 2011: Meryl Streep − Żelazna dama jako Margaret Thatcher
  - Bérénice Bejo − Artysta jako Peppy Miller
  - Viola Davis − Służące jako Aibleen Clark
  - Tilda Swinton − Musimy porozmawiać o Kevinie jako Eva Katchadourian
  - Michelle Williams − Mój tydzień z Marilyn jako Marilyn Monroe
- 2012: Emmanuelle Riva − Miłość jako Anne Laurent
  - Jessica Chastain − Wróg numer jeden jako Maya
  - Marion Cotillard − Z krwi i kości jako Stéphanie
  - Jennifer Lawrence − Poradnik pozytywnego myślenia jako Tiffany Maxwell
  - Helen Mirren − Hitchcock jako Alma Reville Hitchcock
- 2013: Cate Blanchett − Blue Jasmine jako Jeanette (Jasmine) Francis
  - Amy Adams − American Hustle jako Sydney Prosser
  - Sandra Bullock − Grawitacja jako Ryan Stone
  - Judi Dench − Tajemnica Filomeny jako Philomena Lee
  - Emma Thompson − Ratując pana Banksa jako Pamela Lyndon Travers
- 2014: Julianne Moore − Motyl Still Alice jako Alice Howland
  - Amy Adams − Wielkie oczy jako Margaret Keane
  - Felicity Jones − Teoria wszystkiego jako Jane Wilde Hawking
  - Rosamund Pike − Zaginiona dziewczyna jako Amy Elliott-Dunne
  - Reese Witherspoon − Dzika droga jako Cheryl Strayed
- 2015: Brie Larson − Pokój jako Joy Newsome
  - Cate Blanchett − Carol jako Carol Aird
  - Saoirse Ronan − Brooklyn jako Eilis Lacey
  - Maggie Smith − Dama w vanie jako Mary Shepherd / Margaret Fairchild
  - Alicia Vikander − Dziewczyna z portretu jako Gerda Wegener
- 2016: Emma Stone − La La Land jako Mia Dolan
  - Amy Adams − Nowy początek jako dr Louise Banks
  - Emily Blunt − Dziewczyna z pociągu jako Rachel Watson
  - Natalie Portman − Jackie jako Jackie Kennedy
  - Meryl Streep − Boska Florence jako Florence Foster Jenkins
- 2017: Frances McDormand – Trzy billboardy za Ebbing, Missouri jako Mildred Hayes
  - Annette Bening – Gwiazdy nie umierają w Liverpoolu jako Gloria Grahame
  - Sally Hawkins – Kształt wody jako Elisa Esposito
  - Margot Robbie – Jestem najlepsza. Ja, Tonya jako Tonya Harding
  - Saoirse Ronan – Lady Bird jako Christine „Lady Bird” McPherson
- 2018: Olivia Colman – Faworyta jako królowa Anna
  - Glenn Close – Żona jako Joan Castleman
  - Viola Davis – Wdowy jako Veronica Rawlings
  - Lady Gaga – Narodziny gwiazdy jako Ally Maine
  - Melissa McCarthy – Czy mi kiedyś wybaczysz? jako Lee Israel
- 2019: Renée Zellweger – Judy jako Judy Garland
  - Jessie Buckley – Siła marzeń jako Rose-Lynn Harlan
  - Scarlett Johansson – Historia małżeńska jako Nicole Barber
  - Saoirse Ronan – Małe kobietki jako Josephine „Jo” March
  - Charlize Theron – Gorący temat jako Megyn Kelly

### 2020–2029
Źródła:
- 2020: Frances McDormand – Nomadland jako Fern
  - Bukky Bakray − Rocks jako Olushola "Rocks" Omotoso
  - Radha Blank − 40-letnia raperka jako Radha Blank
  - Vanessa Kirby − Cząstki kobiety jako Martha Weiss
  - Wunmi Mosaku − Czyj to dom? jako Rial Majur
  - Alfre Woodard − Clemency jako Bernardine Williams
- 2021: Joanna Scanlan – Po miłości jako Mary Hussain
  - Lady Gaga − Dom Gucci jako Patrizia Reggiani
  - Alana Haim − Licorice Pizza jako Alana Kane
  - Emilia Jones − CODA jako Ruby Rossi
  - Renate Reinsve − Najgorszy człowiek na świecie jako Julie
  - Tessa Thompson − Pomiędzy jako Irene Redfield
- 2022: Cate Blanchett – Tár jako Lydia Tár
  - Ana de Armas – Blondynka jako Norma Jeane
  - Viola Davis – Królowa wojownik jako Nanisca
  - Emma Thompson – Powodzenia, Leo Grande jako Nancy Stokes
  - Danielle Deadwyler – Till jako Mamie Till-Mobley
  - Michelle Yeoh – Wszystko wszędzie naraz jako Evelyn Quan Wang
- 2023: Emma Stone – Biedne istoty jako Bella Baxter
  - Fantasia Barrino – Kolor purpury jako Celie Harris-Johnson
  - Sandra Hüller – Anatomia upadku jako Sandra Voyter
  - Carey Mulligan – Maestro jako Felicia Montealegre
  - Vivian Oparah – Ulica Rye Lane jako Yas
  - Margot Robbie – Barbie jako Barbie
- 2024: Mikey Madison – Anora jako Anora "Ani" Mikheeva
  - Cynthia Erivo – Wicked jako Elphaba Thropp
  - Karla Sofía Gascón – Emilia Pérez jako Juan "Manitas" Del Monte / Emilia Pérez
  - Marianne Jean-Baptiste – Niewygodna prawda jako Pansy Deacon
  - Demi Moore – Substancja jako Elisabeth Sparkle
  - Saoirse Ronan – The Outrun jako Rona